# Чамзінське міське поселення
Ча́мзінське міське поселення (рос. Чамзинское городское поселение) — муніципальне утворення у складі Чамзінського району Мордовії, Росія. Адміністративний центр — селище міського типу Чамзінка.

## Населення
Населення — 9767 осіб (2019, 10115 у 2010, 10560 у 2002).

## Склад
До складу поселення входять такі населені пункти:
| Населений пункт | Населення, осіб (2002) | Населення, осіб (2010) |
| --------------- | ---------------------- | ---------------------- |
| Альза, село     | 129                    | 143                    |
| Ріп'євка, село  | 555                    | 509                    |
| Чамзінка, смт   | 9906                   | 9463                   |